# Zapominanie
Zapominanie – utrata zdolności do przypominania sobie, rozpoznawania lub reprodukowania tego, co poprzednio zostało zapamiętane. 
Zapominanie doczekało się kilku teorii, które mają wyjaśnić jego naturę. 
Zaznaczyć należy, że pod pojęciem zapominania kryje się kilka odmiennych procesów pamięciowych, które prowadzą do utraty możliwości wydobycia informacji. Jest tak z kilku powodów:
- Ludzka pamięć składa się z wielu systemów, które zapamiętują, przechowują i odtwarzają dane w odmienny sposób. Oznacza to, że także utrata danych pamięciowych (zapominanie) przyjmuje odmienne formy w określonych systemach pamięciowych.
- Różne procesy neurologiczne są odpowiedzialne za przechowywanie danych przez mózg (zobacz przechowywanie informacji), w związku z tym utrata danych pamięciowych może mieć różne podłoże neurologiczne.
- „Zapominanie” to pojęcie wieloznaczne. Można przez to rozumieć: utratę (wymazanie) informacji z pamięci; niemożność przypomnienia sobie informacji (które jednak ma się „na końcu języka”); zamianę pierwotnie pamiętanej informacji lub modyfikowanie jej. Za każde z tych zjawisk odpowiedzialne są inne procesy pamięciowe.
- Pamięć polega na przechowywaniu danych percepcyjnych (dźwięki, obrazy, doznania kinestetyczne i in.) ale także informacji abstrakcyjnych, wiedzy jak wykonywać pewne czynności (np chodzić, prowadzić samochód, śpiewać itp.) i innych. Zapominanie może oznaczać różne procesy w zależności od tego, jakiego typu informacji dotyczy.

Zapominanie pojawia się w wielu chorobach i jest objawem chorobowym (demencja, amnezja). Jednak u całkowicie zdrowych ludzi także występuje zapominanie, jako normalny, powszechny proces utraty danych pamięciowych. Jest to jednak proces domagający się wyjaśnienia. Artykuł dotyczy zapominania jako normalnego, powszechnego zjawiska obecnego u zdrowych ludzi, nie zaś jako objawu chorobowego.

## Teorie zapominania
Obecnie w psychologii poznawczej popularne są cztery główne teorie zapominania.

### Teoria upływu czasu
Według tej teorii sam upływ czasu powoduje, że informacje są tracone. 
Zarówno anegdotyczne informacje, codzienne doświadczenie jak i rzetelne eksperymenty potwierdzają istnienie tego zjawiska. Wyjaśnia ono jednak dobrze utratę informacji tylko w niektórych systemach pamięci człowieka.

#### Pamięć ultrakrótka
Przykład. Jeżeli pomachamy sobie przed oczami palcem, to ujrzymy pojawiający się za palcem „cień” lub ciemny „ślad”, który bardzo szybko zanika (ok 0,5 sek.) Podobnie zjawisko zaobserwujemy machając nocą kijem, którego jeden koniec jest rozżarzony do czerwoności – zamiast ruchomego punktu widzieć będziemy kreskę lub koło, które szybko znika. Są to efekty związane z funkcjonowaniem jednego z trzech podstawowych systemów pamięciowych u ludzi – pamięci sensorycznej. Utrata śladów pamięciowych z tego systemu związana jest prawdopodobnie z upływem czasu.
Na poziomie neurologicznym utrata informacji oznacza tu ustanie aktywności elektrycznej sieci neuronów, przechowujących ślad pamięciowy w postaci fali wyładowań elektrycznych (szerzej zobacz: przechowywanie informacji).

#### Pamięć krótkotrwała
- Eksperyment Badacze prosili aby osoby badane zapamiętały trzy słowa. Jest to zadanie bardzo proste dla przeciętnej osoby. Okazało się jednak, że dla większości ludzi było niemożliwe do wykonania, jeśli badani proszeni byli o liczenie trójkami do tyłu zaraz po usłyszeniu trzech słów do zapamiętania (np. 585, 582, 579, 576, 573 itd.) Jeśli wykonywali zadanie przez czas dłuższy niż 30 sekund, to powtórzenie poprzednich trzech słów było dla nich szalenie trudne.

Eksperyment ten związany jest z działaniem pamięci krótkotrwałej, w której informacje przechowywane są między innymi dzięki powtarzaniu. Jeśli nie są powtarzane – to, jak pokazał powyższy eksperyment są bezpowrotnie tracone. Teoria „upływu czasu” jest zadowalającym wyjaśnieniem zjawisk związanych z utratą informacji z tego systemu pamięciowego.
Według teorii upływu czasu na poziomie neurologicznym tworzą się struktury neuronów, które przechowują ślad pamięciowy. Informacja „krąży” w nowo powstałej strukturze, dzięki czemu jest pamiętana. Wymaga to ciągłej inwestycji energii, w związku z czym jeśli dane nie są powtarzane, zostają utracone – impuls wygasa.

#### Pamięć długotrwała

Krzywa Ebbinghausa – tuż po zakończeniu zapamiętywania następuje ostry spadek ilości pamiętanych informacji. Krzywa dobrze obrazuje jedynie zapominanie materiału bezsensownego.

Pierwszym badaczem, który zajmował się zapominaniem i zapamiętywaniem w sposób systematyczny był Hermann von Ebbinghaus. Badał on zapamiętywanie materiału bezsensownego. Wyniki swoich badań przedstawił w postaci krzywej Ebbinghausa (lub „krzywej zapominania”). Pokazuje ona ostry spadek ilości przypominanych informacji zaraz po zakończeniu procesu uczenia się oraz stopniowe, łagodne zapominanie reszty materiału wraz z upływem czasu (więcej na temat natury przeprowadzonych eksperymentów i ich ograniczeń zobacz Hermann von Ebbinghaus, krzywa zapominania).
Nie jest do końca rozstrzygnięte, czy utrata danych pamięciowych polega w pamięci długotrwałej na rzeczywistym ich „wymazaniu”, czy też na niemożności wydobycia ich z pamięci, mimo że tam są. Niektórzy badacze są zdania, że żadne informacje nie są tracone z pamięci długotrwałej, inni że proces zapominania informacji można wyjaśnić upływem czasu. Brak eksperymentów, które by definitywnie rozstrzygnęły tę kwestię. Istnieje jednak sporo danych, świadczących o tym, że nawet bardzo odległe wspomnienia mogą zostać przypomniane przy odpowiedniej stymulacji mózgu (zobacz niżej), co sugerowałoby, że nie podlegają one niszczącej działalności czasu.
Tak jak przechowywanie danych w pamięci ultrakrótkiej i pamięci krótkotrwałej jest z dużą pewnością związana z elektryczną aktywnością mózgu (i narządów zmysłów), tak przechowywanie informacji „na stałe” w pamięci długotrwałej związane jest prawdopodobnie ze zmianami chemicznymi i strukturalnymi (a być może także fizycznymi) w mózgu (szerzej zobacz: przechowywanie informacji). Na poziomie mózgu utrata danych pamięciowych musiałaby być związana z uszkodzeniem lub zmianami chemicznymi. W związku z tym część badaczy jest zdania, że informacje nie są tracone z pamięci długotrwałej pod wpływem zwykłego upływu czasu, ale na bazie innych (niżej opisanych) mechanizmów.

### Teoria interferencji
Według tej teorii ślady pamięciowe mogą się nakładać, czego skutek jest taki, że wzajemnie się „zamazują”. 
Indywidualne doświadczenie potwierdza istnienie takiego procesu: jeśli np. musimy zapamiętać trzy cyfry, przyjdzie nam to z łatwością. Jeśli jednak będzie ich 8, to możemy niektóre zapomnieć. A gdy jest ich 60 to z pewnością wszystkich ich nie zapamiętamy. Jeden ze sposobów wyjaśnienia tego zjawiska odwołuje się właśnie do interferencji: nowe, napływające informacje mogą sprawiać, że poprzednie będą zamazane, czyli zapomniane. 
Proces ten może także działać „w przód”. Jeśli np. słuchamy opowiadania (lub listy słów) i pojawi się w nim jakiś szczególnie zajmujący, przyciągający uwagę, emocjonujący fragment (lub słowo), sprawić to może, że następne informacje będą gorzej utrwalone. 
Te dwa zjawiska figurują w psychologii pod hasłem hamowania retroaktywnego i hamowania proaktywnego.
Interferencja zachodzi zwłaszcza w pamięci krótkotrwałej i pamięci sensorycznej. Ślady pamięciowe nakładają się i sprawiają, że wydobycie informacji staje się trudne lub niemożliwe.
Interferencje wyjaśnia się na dwa sposoby. Jedna hipoteza mówi, że nowy materiał powoduje „zatarcie” starych informacji, tak jakby nakładał się na poprzednie dane, co sprawia, że stają się one mniej- lub niedostępne. W latach 60. XX wieku popularność zyskiwała hipoteza, według której mózg celowo pozbywa się pewnych danych po to, aby nauczyć się nowego.
W duchu tego drugiego wyjaśnienia swoją teorię tworzyli Waugh i Norman, zakładając, że mózg posiada ograniczoną pojemność informacyjną, czego skutkiem jest konieczność pozbywania się poprzednich danych, po to aby uzyskać miejsce na zapisanie nowych. 
Rzeczywiście takie zjawiska mogą mieć miejsce w pewnych systemach pamięci człowieka – zwłaszcza w pamięci krótkotrwałej.
W systemie pamięci długotrwałej interferencja może przybierać jeszcze inną formę: zapamiętanie informacji oznacza (w pamięci semantycznej) włączenie jej do obecnego już systemu skojarzeń. W efekcie system ten podlega modyfikowaniu, a więc zapisane dotąd dane zmieniają się i są modyfikowane pod wpływem zapisywania nowych danych (zobacz też: kodowanie i rekodowanie).

### Teoria utraty dostępu
Niekiedy informacje przechowywane są w pamięci, ale pojawia się trudność z ich wydobywaniem. Np. gdyby ktoś chciał przypomnieć sobie co robił dokładnie trzy lata temu w tym miesiącu, to mogłoby to być trudne. W odpowiednich warunkach informacje te możemy jednak sobie przypomnieć. Jeśli na przykład ktoś zapyta nas: „pamiętasz jak trzy lata temu wyjechaliśmy do...”, informacja stanie się dostępna. W ten sposób próbuje się tłumaczyć także „zjawisko końca języka”, gdy wiemy, że pewną informację posiadamy, ale nie potrafimy jej sobie przypomnieć.
Zgodnie z teorią utraty dostępu zapominanie polega na niemożności wydobycia z pamięci, nie zaś na utracie danych. W odpowiedniej sytuacji (np. przy zadaniu odpowiednich pytań, w hipnozie, gdy sprzyja kontekst sytuacyjny itp.) informacje mogą być jednak wydobyte. Ludzie przypominają sobie na przykład wiele „zapomnianych” zdarzeń, gdy znajdą się ponownie w swojej pierwszej szkole.
- Eksperyment W pewnym badaniu proszono ludzi aby zapamiętywali listę słów leżąc na kanapie. Po upływie miesiąca proszono ich o przypomnienie sobie tych słów. Badani odtworzyli więcej danych leżąc niż stojąc lub siedząc.

Zdanie naukowców jest podzielone co do tego, czy „prawdziwe zapominanie” dotyczy informacji, które przechowywane są przez LTM (pamięć długotrwała). Twierdzi się, że zapominanie polega tu jedynie na „niezdolności wydobycia” tych informacji z pamięci. 
- Badanie Badanie dotyczyło operacji na otwartym mózgu, bez znieczulania pacjenta. Badacz drażnił różne części mózgu, pacjent jednocześnie mówił, czego doświadcza. Odkryto, że przy drażnieniu pewnych okolic pojawiły się bardzo żywe i wyraziste wspomnienia niezwykle odległych zdarzeń, które wcześniej zupełnie nie były pamiętane. Dorosły pacjent mówił na przykład, że słyszy głos matki, która woła go do domu. To badanie jest wsparciem dla przekonania, że informacje nie są trwale wymazywane z pamięci długotrwałej.

Nie wszyscy jednak zgadzają się z tym twierdzeniem i uważają, że informacje mogą być trwale usunięte, mimo tego że były zakodowane w LTM (więcej na ten temat zobacz: pamięć dynamiczna i konsolidacja). Gdyby jednak tak miało być, to przyczyną utraty informacji z pewnością nie jest ograniczona pojemność informacyjna mózgu. Mózg może co prawda bronić się przed zapamiętaniem pewnych danych, lecz gdy zostaną już one zapamiętane (nastąpi konsolidacja), nie „zapełniają” go nigdy w całości.

### Teoria wyparcia
Stworzona w pierwotnej wersji przez Zygmunta Freuda teoria, w której twierdzi się, że proces zapominania jest umotywowany. Wyparcie w psychologii głębi jest mechanizmem obronnym osobowości, którego zadaniem (ogólnie rzecz biorąc) jest nie dopuszczanie do świadomości pewnych przeżyć, doznań, myśli, afektów, impulsów, wspomnień itp.
Zgodnie z tymi założeniami pewne nieprzyjemne lub potencjalnie nieprzyjemne wspomnienia mogą być wypierane, czyli usuwane ze świadomości i niemożliwe do przypomnienia. Faktycznie obecne są one nadal w pamięci, jednak są aktywnie tłumione, co skutkuje niemożliwością przywołania ich do świadomości („zapomnieniem”). Subiektywnie mamy wrażenie, że te informacje po prostu nie istnieją.
- Eksperyment Linda Williams przeprowadzała wywiady z kobietami, które siedemnaście lat wcześniej były leczone z powodu wykorzystania seksualnego. Po upływie tego czasu 38% kobiet nie potrafiło sobie przypomnieć tego zdarzenia. Wystąpiły także zjawiska, które nie pozwalają owego „zapomnienia” tłumaczyć np. przez utratę wspomnień związaną z upływem czasu: kobiety które były wykorzystane we wcześniejszym wieku (gdy miały 3 lata) pamiętały o tym częściej niż gdy były wykorzystane w wieku późniejszym (4,5 i 6 lat). Ponadto jeśli osobą wykorzystującą był ktoś bliski, zapomnienie występowało częściej niż gdy była to obca osoba.

Teoria wypierania śladów pamięciowych może tłumaczyć także amnezję posthipnotyczną, zapomnienia dobrze utrwalonych informacji (takich jak imię jakiejś osoby, PIN karty kredytowej, termin umówionego spotkania, czy „pustkę w głowie” na egzaminie).
- Przykład Hipnotyzer sugerował pacjentowi, że gdy ten wybudzi się z transu hipnotycznego, założy kalosze, weźmie parasol i uda się do bardzo odległego sklepu aby kupić papierosy. Po wybudzeniu z transu osoba ta wypełniła wszystkie zalecenia hipnotyzera, nie pamiętając jednak o tym, co skłoniło ją do wykonania tych czynności.

Teoria wypierania śladów pamięciowych tłumaczy także, dlaczego ludzie zachowują się niekiedy tak jakby pamiętali określone zdarzenie, mimo że go nie pamiętają. Np. jeśli dziecko zostanie pogryzione przez psa, to może tego nie pamiętać, ale będzie się od tej pory bać psów.
Teorie wypierania pośrednio uzasadniają także doświadczenia związane z bodźcami podprogowymi, które wpływają na ludzkie reakcje, ale ich wpływ nie jest przez jednostkę uświadomiony (zobacz: Eksperyment Brunera).

## Stres a zapominanie
Nad problemem wpływu stresu na zapominanie pochyli się naukowcy z uniwersytetów takich jak: Harvard Medical School, National Heart, Lung, and Blood Institute, Boston University School of Medicine, University of California w Sacramento, czy UT Health San Antonio.
Jak się okazało, pod wpływem stresu procesy pamięciowe sterowane przez hipokamp, przechodzą pod kontrolę grzbietowych struktur prążkowia. Dochodzi wtedy do zaburzenia generalizacji pamięciowej. 
Co więcej, stres pogarsza pamięć oraz powoduje uszkodzenia struktur mózgowych. Jest to efekt wmożonego przewodnictwa noradrenergicznego i zwiększonej ilości kortyzolu. W przeprowadzonych eksperymentach okazało się, iż dorośli w wieku 40-50 lat gorzej wykonywali zadania związane z zapamiętywaniem, gdy poziom hormonu był wysoki.

## Pamięć krótkotrwała
Typowy proces zapamiętywania wygląda tak: spostrzeżenie – pamięć krótkotrwała (STM) – pamięć długotrwała (LTM). Teoretycznie moglibyśmy pamiętać wszystkie dane, które docierają do naszej pamięci krótkotrwałej (wszystkie one mogłyby być przekazane do pamięci długotrwałej). Wtedy moglibyśmy uniknąć zapominania. Jednak nie wszystkie informacje są kierowane z STM do LTM. Dzieje się tak z dwóch powodów:
1. Zapominanie to proces adaptacyjny. Ludzie pozbawieni możliwości zapominania (zobacz Salomon Szereszewski) są głęboko nieprzystosowani. Ich pamięć wypełniona jest niepotrzebnymi informacjami.
2. Szybkość kodowania informacji w pamięci długotrwałej jest ograniczona. Nowe informacje muszą zostać włączone do już posiadanej sieci semantycznej. To wymaga czasu, w związku z tym nie wszystkie nowe informacje są zapamiętane (nie wszystkie przejdą proces konsolidacji).

## Niepamięć
Niepamięć, to utrata wspomnień nie związana ani z upływem czasu, ani z interferencją, czy innymi naturalnymi procesami zapominania. Niepamięć spowodowana może być urazem (np. wstrząsem mózgu, uderzeniem w głowę, silnym szokiem emocjonalnym), procesem chorobowym, infekcją lub innym rodzajem uszkodzeniem mózgu. Zwykle obejmuje dłuższe okresy wspomnień i dotyka informacji gromadzonych w pamięci epizodycznej – pacjent nie potrafi sobie przypomnieć kim jest, jak się nazywa itp. (znane są jednak także inne przypadki – np. utraty przede wszystkim danych z pamięci semantycznej, przy pozostawionej pamięci epizodycznej.) 
Znakomita większość ludzi jest dotknięta niepamięcią w kwestii wspomnień z wczesnego dzieciństwa (bardzo rzadko zdarzają się wspomnienia sprzed drugiego roku życia).
Wyróżnia się dwa rodzaje niepamięci – niepamięć wsteczna, gdy uraz lub inne czynniki sprawiają, że tracone są informacje uprzednio pamiętane. Drugi to niepamięć następcza, kiedy uraz powoduje niemożliwość uczenia się i zapamiętywania nowych informacji (nowe dane nie są trwale zapamiętywane).
Neurologicznym podłożem niepamięci jest przede wszystkim uszkodzenie połączeń między komórkami hipokampa lub płatów czołowych kory mózgowej.
Choroby, w których niepamięć jest charakterystycznym objawem to: 
- choroba Alzheimera
- osobowość mnoga – choroba polegająca na posiadaniu kilku osobowości, które mogą posiadać własną, osobną historię życia, tożsamość, charakterystyczny sposób zachowania itp. Niepamięć polega tutaj na tym, że jedna osobowość może nie zdawać sobie sprawy z przeżyć, wspomnień i istnienia drugiej (czy wielu innych) osobowości.) Tu podłożem niepamięci są jednak procesy psychologiczne a nie neurologiczne.

Niepamięć źródła to niezdolność do przypomnienia sobie źródła informacji, którą posiadamy. Jednym z ubocznych skutków niepamięci źródła jest efekt uporczywości – skłonność do traktowania jako prawdziwych wniosków, które oparte zostały na błędnych założeniach nawet wtedy, gdy wiemy już, iż założenia te są nieprawdziwe.